# Campionato balcanico maschile di pallacanestro 1973
Il 15º Campionato Balcanico Maschile di Pallacanestro, si è disputato a Istanbul, in Turchia, tra il 12 e il 16 settembre 1973.
Le medaglie d'argento e di bronzo furono assegnate in base alla differenza punti negli scontri diretti, dato che Bulgaria, Romania e Turchia terminarono a parimerito.

## Risultati
|    | Nazionale  | G | V | P | PF  | PS  | Diff.     |
| -- | ---------- | - | - | - | --- | --- | --------- |
| 1. | Jugoslavia | 4 | 4 | 0 | 334 | 251 | +83       |
| 2. | Bulgaria   | 4 | 2 | 2 | 282 | 291 | -9 (+12)  |
| 3. | Romania    | 4 | 2 | 2 | 274 | 280 | -6 (-1)   |
| 4. | Turchia    | 4 | 2 | 2 | 241 | 283 | -42 (-11) |
| 5. | Grecia     | 4 | 0 | 4 | 269 | 295 | -26       |

## Classifica finale
| -  | Paese      | Formazione |
| -- | ---------- | ---------- |
|    | Jugoslavia |            |
|    | Bulgaria   |            |
|    | Romania    |            |
| 4. | Turchia    |            |
| 5. | Grecia     |            |